# Monna Vanna (film 1916)
Monna Vanna  è un film muto del 1916 scritto e diretto da Illés Jenö (Eugen Illés).

## Trama
Giovanna si reca nel campo degli assedianti, dall'uomo che era stato un suo amore giovanile. Ma il marito la sospetta di infedeltà. Lei, allora, fugge con l'altro.

## Produzione
Il film fu prodotto dalla Neutral-Film e dalla Kino Riport, Budapest. Gli esterni furono girato in Spagna, a Tarancón.

## Distribuzione
Uscì nelle sale cinematografiche ungheresi il 22 gennaio 1917, distribuito dalla Kino-Riport dopo essere stato presentato all'Uránia di Budapest il 23 agosto 1916. In Germania, il film fu presentato nel giugno 1917 al Tauentzienpalast, vietato ai minori con il visto di censura numero 40379.